# Soyuz 6
Soyuz 6 fue una misión tripulada de una nave Soyuz 7K-OK lanzada el 11 de octubre de 1969 desde el cosmódromo de Baikonur con dos cosmonautas a bordo.
Tras la desastrosa reentrada de la Soyuz 5, cuya origen exacto nunca llegó a determinarse, los sistemas de separación entre la cápsula de reentrada y el módulo de servicio fueron rediseñados y mejorados. El sistema mejorado fue utilizado en la Zond 7 y por primera vez en una misión tripulada en la Soyuz 6.
La misión de Soyuz 6 fue reunirse en el espacio con las misiones Soyuz 7 y Soyuz 8, probar los sistemas de la nave y técnicas de maniobra en el espacio entre tres naves y realizar experimentos médicos y biológicos. Portó el experimento Vulkan para realizar soldaduras en el vacío del espacio. También debería haber filmado a las otras dos naves realizando maniobras y acoplamientos, pero el fallo del sistema de acoplamiento en las tres naves debido a que todas utilizaban un nuevo sistema que padecía un error común impidió estos ejercicios en particular.
La Soyuz 6 reentró el 16 de octubre de 1969, aterrizando a las 9:52 GMT. Diez minutos después llegó uno de los helicópteros de rescate, que encontró a los cosmonautas ya fuera de la cápsula.

## Tripulación
- Georgi Shonin (Comandante)
- Valeri Kubasov (Ingeniero de vuelo)

## Tripulación de respaldo
- Vladimir Shatalov (Comandante)
- Aleksei Yeliseyev (Ingeniero de vuelo)

## Tripulación de reserva
- Andriyan Nikolayev (Comandante)
- Georgi Grechko (Ingeniero de vuelo)